# Hermann Mehl

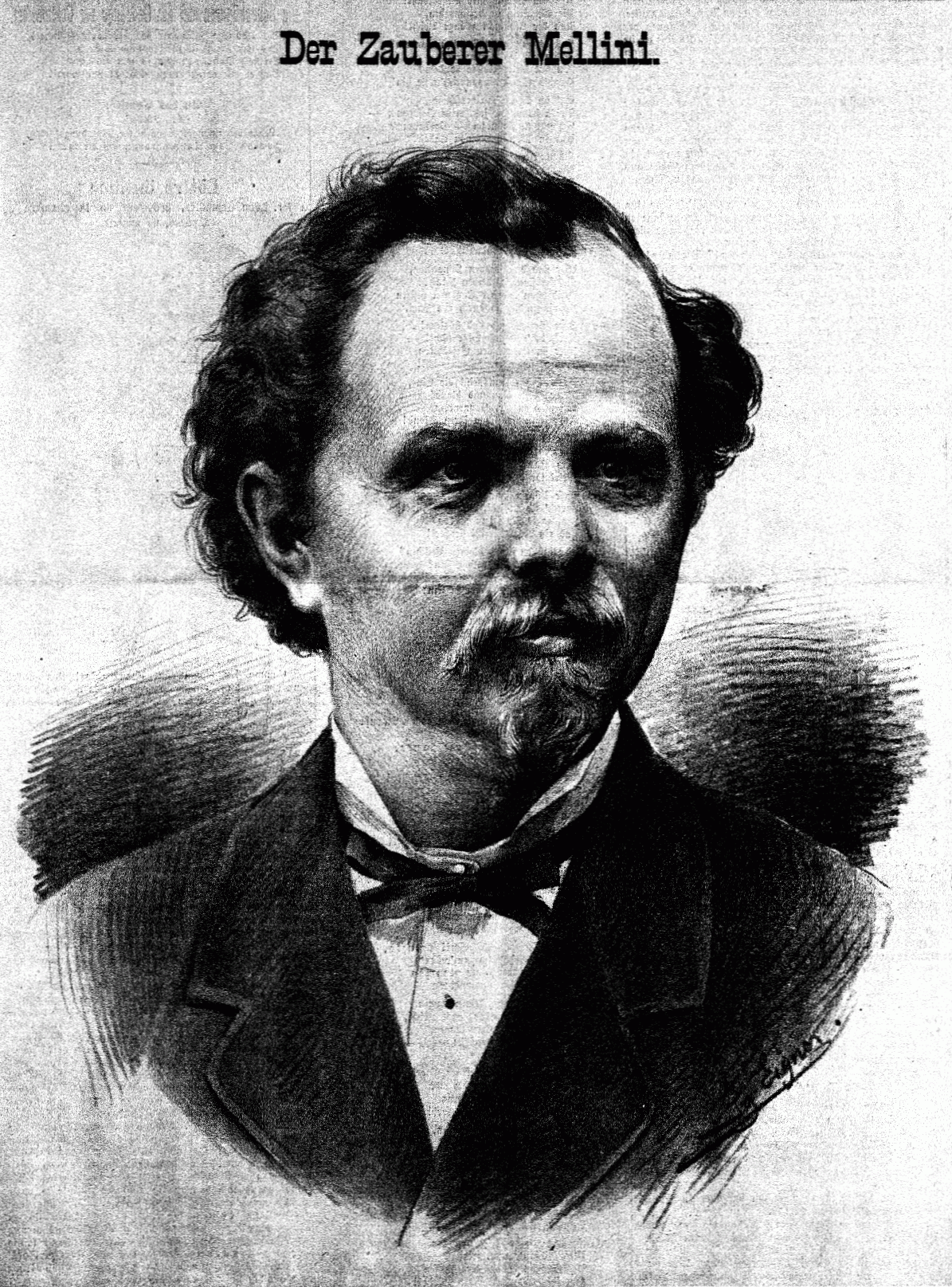
Der Zauberer Mellini im Februar 1879 in Wien (Porträt von Ignaz Eigner in der Satirezeitung Die Bombe)

Hermann Mehl (Künstlername: Mellini; * 17. Dezember 1843 in Schönebeck; † 25. August 1923 in Berlin) war ein deutscher Zauberkünstler, Schausteller und Theatergründer.

## Leben
Hermann Mehl wurde als Sohn des Schaustellers August Mehl geboren. Seine Schwester Johanne Caroline Auguste heiratete Wilhelm (eigentlich: Friedrich Josef) Basch. Von seinem Schwager lernte Hermann Mehl diverse Tricks. Er legte sich den Künstlernamen Mellini zu und bereiste Deutschland, Österreich, Ungarn, die Türkei, Russland, Skandinavien und die Schweiz, ehe er 1882 das Odeontheater in Hannover übernahm. Nachdem er damit keinen Erfolg gehabt hatte, ging er mit dem Willarelschen Museum auf Reisen, das er jedoch bald wieder abstieß, um 1887 nach Hannover zurückzukehren, wo er das Mellini-Theater gründete, das 1889 eröffnet wurde. Dieses Theater blieb bis 1900 in Hermann Mehls Besitz. Auch nach dem Verkauf hatte er noch die künstlerische Leitung des Hauses, in dem unter anderem Operetten-, Varieté- und Kinovorstellungen stattfanden, inne. 1908 erbte er angeblich das Zaubergeschäft Ernst Baschs.
Zu Hermann Mehls Tricks gehörten die elektrische Trommel, der Goldfischfang, der Talerfang, der Ibykuskopf, der tanzende Hampelmann, physikalische Tricks mit 85 Piecen, die Entenjagd, die Selbstenthauptung, Sphynx und die rätselhafte Erscheinung, der verschwundene und doch sprechende Mensch, Protheus, Metamorphosen und der Wunderschrank.